# 21704 Міккілінені
21704 Міккілінені (21704 Mikkilineni) — астероїд головного поясу, відкритий 7 вересня 1999 року.
Тіссеранів параметр щодо Юпітера — 3,259.